# Tossene
Tossene är kyrkbyn i Tossene socken i Sotenäs kommun i Bohuslän. I Tossene ligger Tossene kyrka och skola.